# Juncus potaninii
Juncus potaninii är en tågväxtart som beskrevs av Franz Georg Philipp Buchenau. Juncus potaninii ingår i släktet tåg, och familjen tågväxter. Inga underarter finns listade i Catalogue of Life.